# Gloster Javelin
Il Gloster Javelin era un bireattore da caccia ad ala a delta prodotto dall'azienda britannica Gloster Aircraft Company negli anni cinquanta e utilizzato come intercettore ognitempo dalla Royal Air Force dalla fine del decennio fino agli anni sessanta.

## Storia

### Sviluppo
Il progetto del Javelin (dall'inglese, giavellotto) nacque, con la denominazione di fabbrica P.228, in risposta alla specifica F.44/46 con la quale, all'inizio del 1947, l'Air Ministry richiedeva la realizzazione di un caccia ognitempo.
Una serie inusitata di variazioni alle richieste e ai progetti presentati, ridusse (nei primi mesi del 1948) a due i velivoli in competizione per aggiudicarsi l'assegnazione dei contratti. Insieme al Javelin, che nel frattempo aveva visto la propria denominazione mutare in Gloster GA.5, rimase il progetto de Havilland DH.110 che, con modifiche marginali e il nome di Sea Vixen, sarebbe da lì a poco stato scelto per lo stesso ruolo dalla Fleet Air Arm.
Dei cinque prototipi richiesti per lo svolgimento delle prove di valutazione, il primo venne portato in volo il 26 novembre 1951; nell'estate successiva, per la precisione il 7 luglio 1952, alla Gloster fu sottoposto il contratto per la produzione in serie con la designazione di Javelin FAW.1 (Fighter All Weather Mark 1).
Nello svolgimento del processo che portò alla firma dell'ordine non mancarono, tuttavia, i problemi: durante un volo di prova, svoltosi pochi giorni prima, il velivolo manifestò, alle alte velocità, fenomeni aeroelastici (noti come flutter e buffeting) che indussero nella struttura sollecitazioni tali da strappare entrambi gli elevatori. Malgrado il lavoro svolto per tentare di ovviare a questi problemi, il secondo prototipo andò distrutto, a causa di uno stallo, l'11 giugno del 1953 causando la morte del pilota collaudatore.
Poco più di un anno dopo, nel luglio del 1954, venne portato in volo il primo esemplare di serie: equipaggiato con motore Armstrong Siddeley Sapphire Sa.6 (senza postbruciatore) era dotato di radar di intercettazione Decca AI.17 (di produzione britannica) e armamento convenzionale (per l'epoca), costituito da cannoni ADEN calibro 30 mm, dato che il processo di sviluppo dei missili aria-aria non era ancora in grado di garantirne l'impiego operativo. I primi velivoli di serie vennero comunque impiegati ancora a lungo in collaudi e solamente il 29 febbraio del 1956 i primi tre Javelin vennero consegnati al 46º Squadron della RAF.

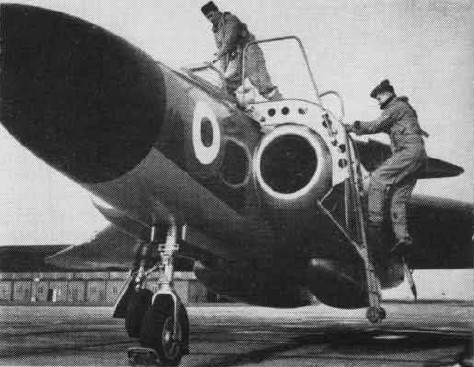
Due ufficiali dell'U.S. Marine Corps mentre escono dall'abitacolo di un Gloster Javelin FAW.7 del No. 64 Squadron, Royal Air Force, alla base aerea RAF Duxford, nel 1959

La successiva versione del Javelin (FAW.2) differiva prevalentemente per l'impiego di un radar di intercettazione prodotto dalla statunitense American Westinghouse, fornito al Regno Unito nell'ambito del Mutual Defense Assistance Program.
In ordine cronologico di apparizione lo sviluppo successivo avvenne tramite la realizzazione della versione FAW.4 che, apparsa nel settembre del 1955, introdusse i piani orizzontali di coda dalla superficie interamente mobile e una serie di generatori di vortici sulla superficie delle ali (questi ultimi, al fine di ridurre la tendenza del velivolo a stallare, per di più senza segnali di preavviso). Mentre l'armamento risultava ancora inalterato, il radar era nuovamente quello realizzato dalla Decca.
La versione FAW.5 (risalente al luglio del 1956) introduceva l'impiego di serbatoi di carburante aggiuntivi, disposti nella parte esterna della struttura alare; era previsto l'impiego di missili aria-aria Firestreak ma, a causa dei ritardi nello sviluppo di questo progetto, l'impiego rimase solo teorico. Le medesime modifiche vennero mantenute anche nella successiva versione FAW.6 (del gennaio 1957) nella quale venne reintrodotto il sistema radar AI.22 di origine statunitense.
Nel novembre 1956 aveva nel frattempo volato la successiva versione FAW.7 che fu dotata di motori più potenti (sempre il turbogetto Sapphire, nella versione ASSa.7) e che, entrata in servizio più tardi, fu anche la prima a impiegare operativamente i missili aria-aria (con il loro utilizzo venne decretata anche la riduzione a due soli cannoni nelle ali). La FAW.7 fu la versione realizzata nel maggior numero di esemplari (142).
Nel gennaio del 1958 venne realizzata la versione T.3 da addestramento: dotata di cabina con doppi comandi, era priva di apparato radar; per bilanciare lo spostamento del baricentro dovuto al minor peso nel cono di prua, il tronco anteriore della fusoliera venne allungato di oltre 1 m.
Un'ulteriore variazione dell'apparato propulsivo portò all'ultima versione di serie del Javelin: nel maggio del 1958 venne portata in volo la FAW.8 dotata di motore Sapphire ASSa.7R con postbruciatore e sistema di accensione mediante nitrato di isopropile (noto anche con il nome di AVPIN), in luogo delle cartucce esplosive impiegate fino ad allora.
Le successive versioni del Javelin rappresentarono degli aggiornamenti di cellule già esistenti: la FAW.9 era costituita dai velivoli della serie FAW.7 dotati dei motori con postbruciatore i quali ricevettero, nel frattempo, anche il sistema di rifornimento in volo mentre la successiva variante FAW.9R prevedeva modifiche ai piloni alari al fine di consentire l'impiego di altri quattro serbatoi supplementari esterni.

### Descrizione tecnica

#### Struttura

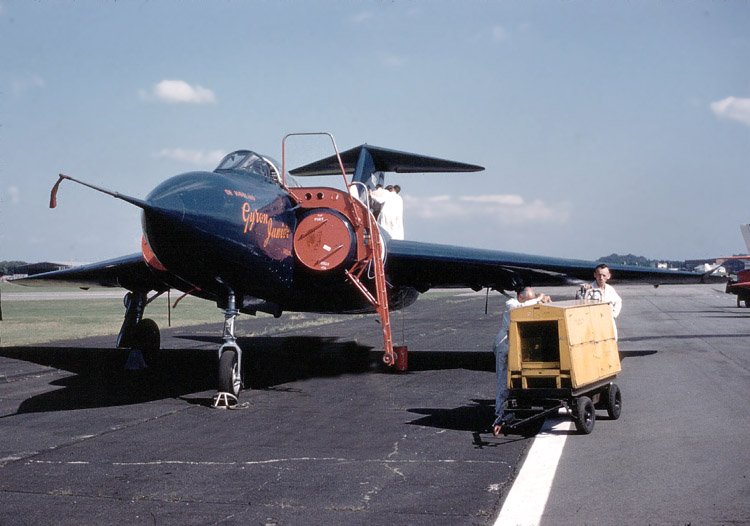
Un Javelin all'airshow di Farnborough. Notare le ampie prese d'aria circolari dei motori e l'impennaggio a T.

Il Javelin era un monoplano, dalla struttura interamente metallica, caratterizzato da un'ala a delta e da un ampio impennaggio a T dotato di piani orizzontali a freccia. In particolare questi ultimi vennero modificati nel corso dello sviluppo assumendo, a partire dalla versione FAW.4, la configurazione di elevatori.
La fusoliera era di sezione ovale. Nel cono di prua era alloggiato il radar di intercettazione, alle spalle del quale era disposta la cabina di pilotaggio che ospitava i due membri dell'equipaggio (pilota e operatore radar) disposti in tandem. Nella sezione posteriore erano alloggiati i due motori, le cui prese d'aria erano disposte sulle fiancate della fusoliera, al di sotto della cabina di pilotaggio.
Il Javelin era dotato di cinque serbatoi di carburante disposti nella parte interna della struttura di ciascuna semiala, mentre altri due erano alloggiati nella fusoliera. L'autonomia venne tuttavia giudicata uno degli aspetti critici del velivolo, anche da alcuni piloti statunitensi che avevano avuto occasione di provarlo nel corso dei primi voli; vennero così realizzati due serbatoi esterni disposti sotto la fusoliera, in corrispondenza del bordo d'attacco delle semiali. Questi serbatoi vennero scherzosamente definiti "serbatoi di petto" (in inglese bosom tanks) o "Sabrine", con un gioco di parole che richiamava la pin-up Norma Ann Sykes (soprannominata appunto Sabrina).
Il carrello d'atterraggio era di tipo triciclo anteriore; la ruota anteriore era disposta sotto l'abitacolo mentre i due elementi posteriori (imperniati nella zona centrale dell'ala) si ritraevano all'interno, in direzione della fusoliera.

#### Motore
Le unità motrici del Javelin erano due turbogetti Armstrong Siddeley Sapphire; la prima versione installata sul Javelin fu la ASSa.6 che sviluppava la spinta di 8 300 lbf (pari a circa 37 kN).
Sulle versioni FAW.8 e FAW.9 vennero impiegate unità dotate di postbruciatore (Sapphire ASS.a7), la cui spinta arrivava fino a un massimo di 60 kN.

#### Armamento
Le prime versioni del Javelin erano armate con quattro cannoni automatici ADEN calibro 30 mm alloggiati nello spessore alare.
A partire dalla versione FAW.7 il numero dei cannoni venne ridotto a due mentre fu introdotto l'uso di quattro piloni subalari armati con missili aria-aria Firestreak dotati di guida radar e sensori di prossimità all'infrarosso.

#### Sistemi
Nella prima versione del Javelin il radar di intercettazione era il modello AI.17 (Airborne Intercept Mark 17), di produzione britannica. Nella versione successiva venne introdotto l'impiego dello statunitense American Westinghouse AN/APQ-43 (indicato come AI.22 dai britannici). Entrambi i sistemi vennero usati anche nelle successive versioni del velivolo.

### Impiego operativo

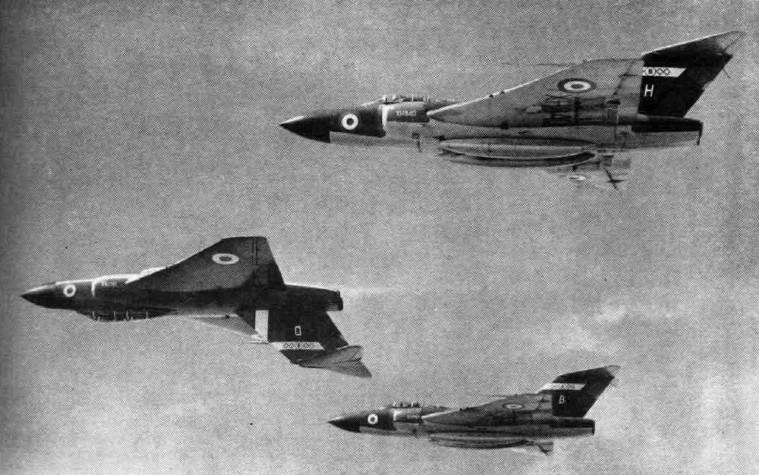
Javelin FAW.7 del No. 64 Squadron RAF nel 1959

Nel corso della sua vita operativa il Javelin venne impiegato esclusivamente dalla Royal Air Force, della quale equipaggiò complessivamente 19 unità basate sia in madrepatria sia in territorio straniero.
Al di fuori dei confini del Regno Unito i reparti equipaggiati con il caccia della Gloster operarono dalle basi situate in Germania Occidentale, a Cipro, Singapore e nello Zambia.
I Javelin non ebbero mai occasione di impiego in combattimento, anche se nel periodo in cui rimasero in servizio le occasioni di tensione non mancarono: in particolare i reparti schierati nell'isola di Cipro furono impegnati con una certa frequenza nell'intercettazione di velivoli turchi che penetravano nei cieli ciprioti nel corso della crisi che, nel 1975, avrebbe portato alla divisione del territorio cipriota; così come non mancarono alcuni incontri con bombardieri e ricognitori sovietici nel Mediterraneo orientale.
I velivoli basati a Singapore vennero rischierati in Malaysia nel 1963 in seguito allo sviluppo di tensioni ai confini con l'Indonesia. In quest'occasione si ha notizia di un Lockheed C-130 Hercules dell'aeronautica militare dell'Indonesia che precipitò nel tentativo di eludere l'intercettazione da parte di un Javelin britannico.
Infine dieci esemplari basati a Cipro vennero rischierati nello Zambia, sul finire del 1965, allorché la Rhodesia dichiarò l'indipendenza dal Regno Unito.
Sostituito nei reparti dall'English Electric Lightning (già a partire dal 1964 nei reparti basati nel Regno Unito), il Javelin rimase operativo in reparti basati in Germania Ovest fino al 1966, a Cipro fino al 1967 e a Singapore fino al 1968.
Alcuni esemplari, in prevalenza appartenenti alla serie FAW.1, vennero impiegati come banchi di prova volanti per motori da sperimentare: in questo ruolo ebbero occasione di testare i motori de Havilland Gyron Junior e Rolls-Royce Avon nella versione RA.24R dotata di postbruciatore. Altri velivoli vennero impiegati dall'Aeroplane & Armament Experimental Establishment per impieghi sperimentali.

## Versioni

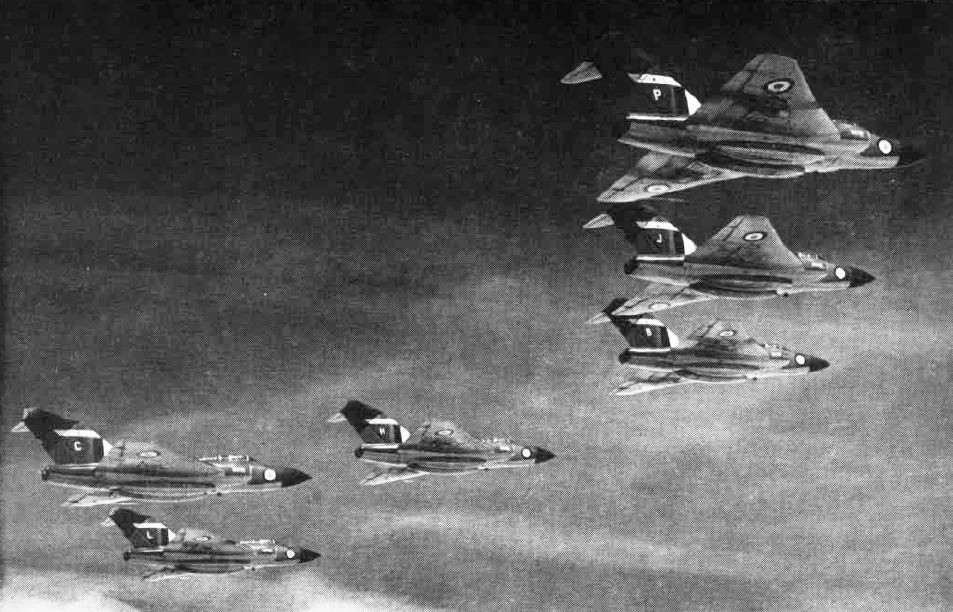
Una formazione di sei Javelin FAW.7 del No. 64 Squadron della Royal Air Force fotografati nel 1959

I dati sulle versioni sono tratti da www.airvectors.net e dall'enciclopedia L'Aviazione.
- FAW.1: prima versione di serie; provvista di radar di intercettazione Decca AI.17 di produzione britannica. Realizzata in 40 esemplari; primo volo il 22 luglio 1954.
- FAW.2: lotto di 30 velivoli dotati di radar AI.22 (versione dello statunitense AN/APQ-43 realizzata su licenza; primo volo il 31 ottobre 1955.
- T.3: versione da addestramento; priva del radar e dotata di doppi comandi. La fusoliera venne allungata per contrastare lo spostamento del baricentro generato dalla mancanza del radar nel cono di prua. Furono costruiti 23 velivoli; il primo volo avvenne il 6 gennaio 1958.
- FAW.4: versione equipaggiata con piano orizzontale di coda servocomandato e dalla superficie interamente mobile. Lotto di 50 velivoli; primo volo il 19 settembre 1955.
- FAW.5: modificato nella struttura alare, con serbatoi interni di maggiore capienza. Prima versione dotata di attacchi per missili aria-aria Firestreak che però non vennero mai impiegati. Ne vennero realizzati 64 esemplari; primo volo il 26 luglio 1956.
- FAW.6: versione praticamente identica alla FAW.5 ma, ancora una volta, equipaggiato con radar AI.22 anziché AI.17. Furono realizzati 33 velivoli; primo volo il 14 dicembre 1956.
- FAW.7: per numero di esemplari fu la principale versione di produzione. Dotata di motori Sapphire di maggior potenza, nuovo sistema di controllo del volo e armamento composto da 2 cannoni e 4 missili aria-aria. Costruita in 142 esemplari; primo volo 9 novembre 1956.
- FAW.8: dotata di motore Sapphire con postbruciatore e radar AI.22. Fu l'ultima versione a uscire dalle catene di montaggio e fu realizzata in 47 esemplari; primo volo il 9 maggio 1958.
- FAW.9: designazione attribuita a 76 esemplari della versione FAW.7 aggiornati allo standard FAW.8; di questi velivoli alcuni (secondo una fonte 22[1], secondo un'altra almeno 40[4]) vennero equipaggiati con una sonda per il rifornimento in volo disposta a prua.
- FAW.9R: nuovo aggiornamento cui furono sottoposti i velivoli dotati di sonda per il rifornimento in volo: al fine di incrementare l'autonomia venne prevista la possibilità di alloggiare quattro serbatoi supplementari esterni.

## Utilizzatori
Regno Unito
- Royal Air Force

### Pubblicazioni
- (EN) Javelin, in Flight, 29 agosto 1958. URL consultato il 22 giugno 2011.